# Riverside n.º 168
Riverside n.º 168 es un municipio rural canadiense situado en la provincia de Saskatchewan.

## Superficie
Riverside n.º 168 tiene una superficie de 1307,46 km².

## Demografía
En 2021, tenía 436 habitantes, una densidad poblacional de 0,3 hab./km², y 192 viviendas.